# Squash aux Jeux du Commonwealth de 2018
Navigation
Édition précédente Édition suivante

Les compétitions de squash des Jeux du Commonwealth 2018 se sont déroulées du 5 avril au 15 avril 2018 à Gold Coast en Australie.
Il y a 5 épreuves, deux pour les hommes et les femmes et une mixte.

## Tableau des médailles
| Rang  | Nation           | Or | Argent | Bronze | Total |
| ----- | ---------------- | -- | ------ | ------ | ----- |
| 1     | Nouvelle-Zélande | 2  | 1      | 1      | 4     |
| 2     | Australie        | 2  | 0      | 1      | 3     |
| 3     | Angleterre       | 1  | 2      | 1      | 4     |
| 4     | Inde             | 0  | 2      | 0      | 2     |
| 5     | Malaisie         | 0  | 0      | 1      | 1     |
| 5     | Pays de Galles   | 0  | 0      | 1      | 1     |
| Total | Total            | 5  | 5      | 5      | 15    |

## Palmarès
| Épreuves                         | Or                                                 | Argent                               | Bronze                                   |
| -------------------------------- | -------------------------------------------------- | ------------------------------------ | ---------------------------------------- |
| Simple homme résultats détaillés | James Willstrop Angleterre                         | Paul Coll Nouvelle-Zélande           | Mohd Nafiizwan Adnan Malaisie            |
| Simple femme résultats détaillés | Joelle King Nouvelle-Zélande                       | Sarah-Jane Perry Angleterre          | Tesni Evans Pays de Galles               |
| Double homme résultats détaillés | Zac Alexander/David Palmer Australie               | Daryl Selby/Adrian Waller Angleterre | Declan James/James Willstrop Angleterre  |
| Double femme résultats détaillés | Joelle King/Amanda Landers-Murphy Nouvelle-Zélande | Joshna Chinappa/Dipika Pallikal Inde | Rachael Grinham/Donna Urquhart Australie |
| Double mixte résultats détaillés | Donna Urquhart/Cameron Pilley Australie            | Dipika Pallikal/Saurav Ghosal Inde   | Joelle King/Paul Coll Nouvelle-Zélande   |

## Nations participantes
Il y a 28 nations participantes pour un total de 106 athlètes. Le nombre d'athlètes par pays est entre parenthèses après le nom du pays.
- Angleterre (9)
- Australie (10)
- Barbade (3)
- Bermudes (1)
- Canada (2)
- Écosse (5)
- Îles Caïmans (7)
- Fidji (4)
- Gibraltar (1)
- Guyana (4)
- Îles Vierges britanniques (2)
- Inde (2)
- Jamaïque (6)
- Kenya (2)
- Malaisie (9)
- Malte (4)
- Maurice (1)
- Nouvelle-Zélande (7)
- Ouganda (2)
- Pakistan (4)
- Papouasie Nouvelle-Guinée (2)
- Pays-de-Galles (4)
- Saint-Vincent-et-les-Grenadines (4)
- Seychelles (1)
- Sierra Leone (3)
- Sri Lanka (2)
- Trinité-et-Tobago (3)
- Zambie (2)